# Барабино, Карло
Карло Барабино (итал. Carlo Barabino; 11 февраля 1768, Генуя — 3 сентября 1835, Генуя) — итальянский архитектор и градостроитель. Неоклассицист. Самый выдающийся архитектор Генуи начала XIX века.

## Биография
Карло был сыном Антонио Барабино, архитектора и предпринимателя. Получил свое первое образование в Лигурийской академии изящных искусств (Accademia Ligustica di Belle Arti) в Генуе (Лигурия). В 1788 году отправился в Рим, учился в мастерской архитектора Джузеппе Барбьери. В 1793 году, получив важные архитектурные призы, вернулся в Геную.
В самом начале своей карьеры в связи с его проектом «Расширение Генуэзского пирса с ванными комнатами, батареей, казармами и памятником гражданину Коломбо для использования маяка» архитектор 16 августа 1795 года был принят в число почётных членов Лигурийской академии.
7 июня 1802 года Барабино был призван в академию, чтобы руководить объединёнными классами архитектуры и орнамента, сменив Эмануэле Андреа Тальяфичи и Джованни Баттиста Черветто.
В 1801 году архитектора призвали в Милан для участия в жюри, которое должно было рассмотреть проект «Форума Бонапарта» (Foro Bonaparte), представленного Джованни Антонио Антолини. В 1805 году Карло Барабино открыл собственное проектное бюро совместно с Джованни Баттистой Черветто. В 1818 году он был назначен архитектором муниципалитета. С 1824 года и до своей смерти Барабино возглавлял Лигурийскую академию. Среди его учеников были Джованни Баттиста Ресаско и Иньяцио Гарделла Старший.
В 1825 году Карло Барабино стал главным архитектором Генуи. В последние годы он создал несколько важных архитектурных проектов, в первую очередь Театр Карло Феличе, и был главным координатором градостроительных планов, повлиявших на развитие Генуи в последующие десятилетия. Его вклад в градостроительство сравнивают с тем, что сделал для Генуи знаменитый архитектор XVI века Галеаццо Алесси.
Смерть застала Барабино во время эпидемии холеры 1835 года, когда ему только что доверили проект строительства монументального кладбища Стальено.

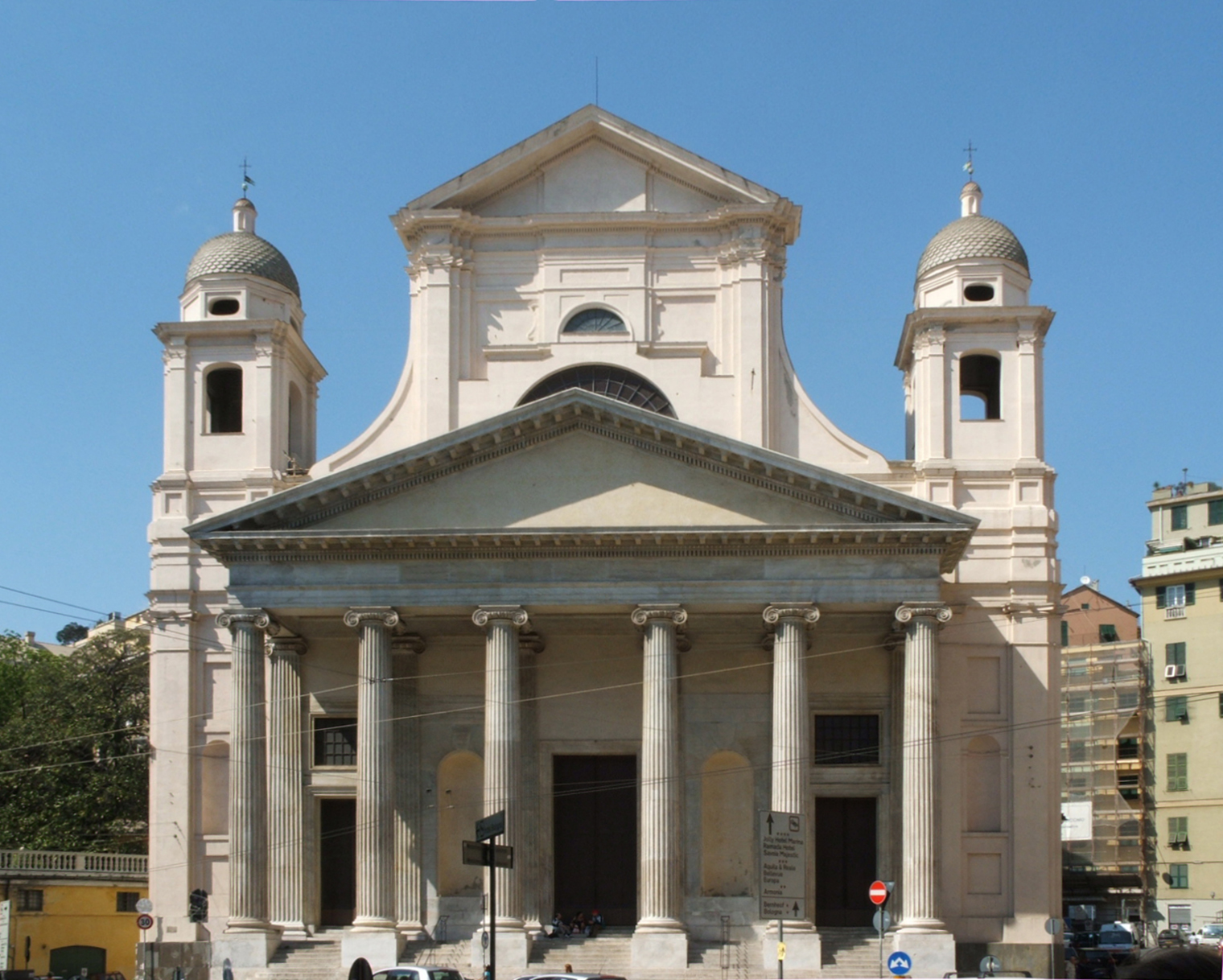
Церковь Сантиссима Аннунциата. Главный фасад. Ок. 1840. Генуя
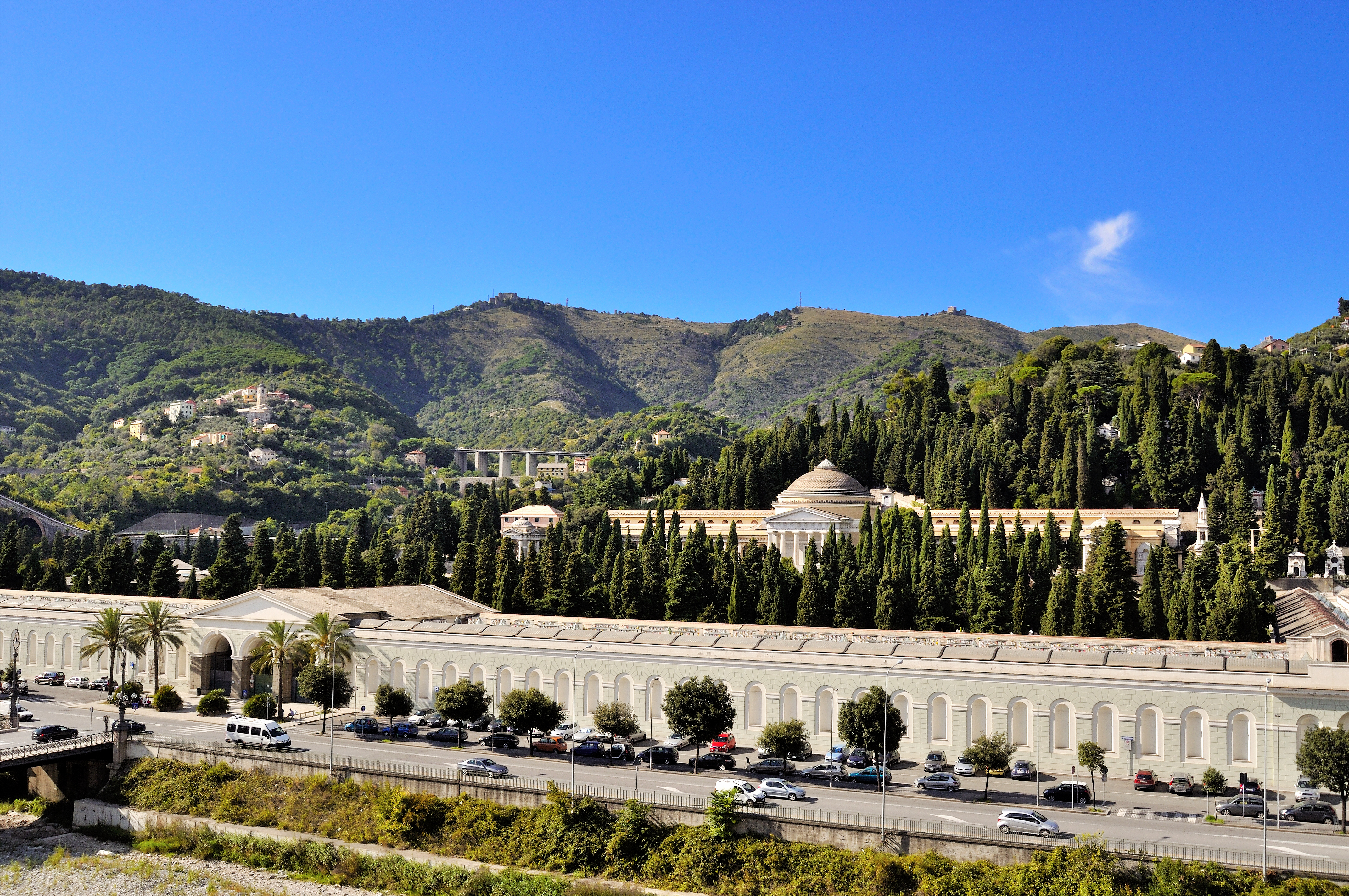
Кладбище Стальено в Генуе. Панорама
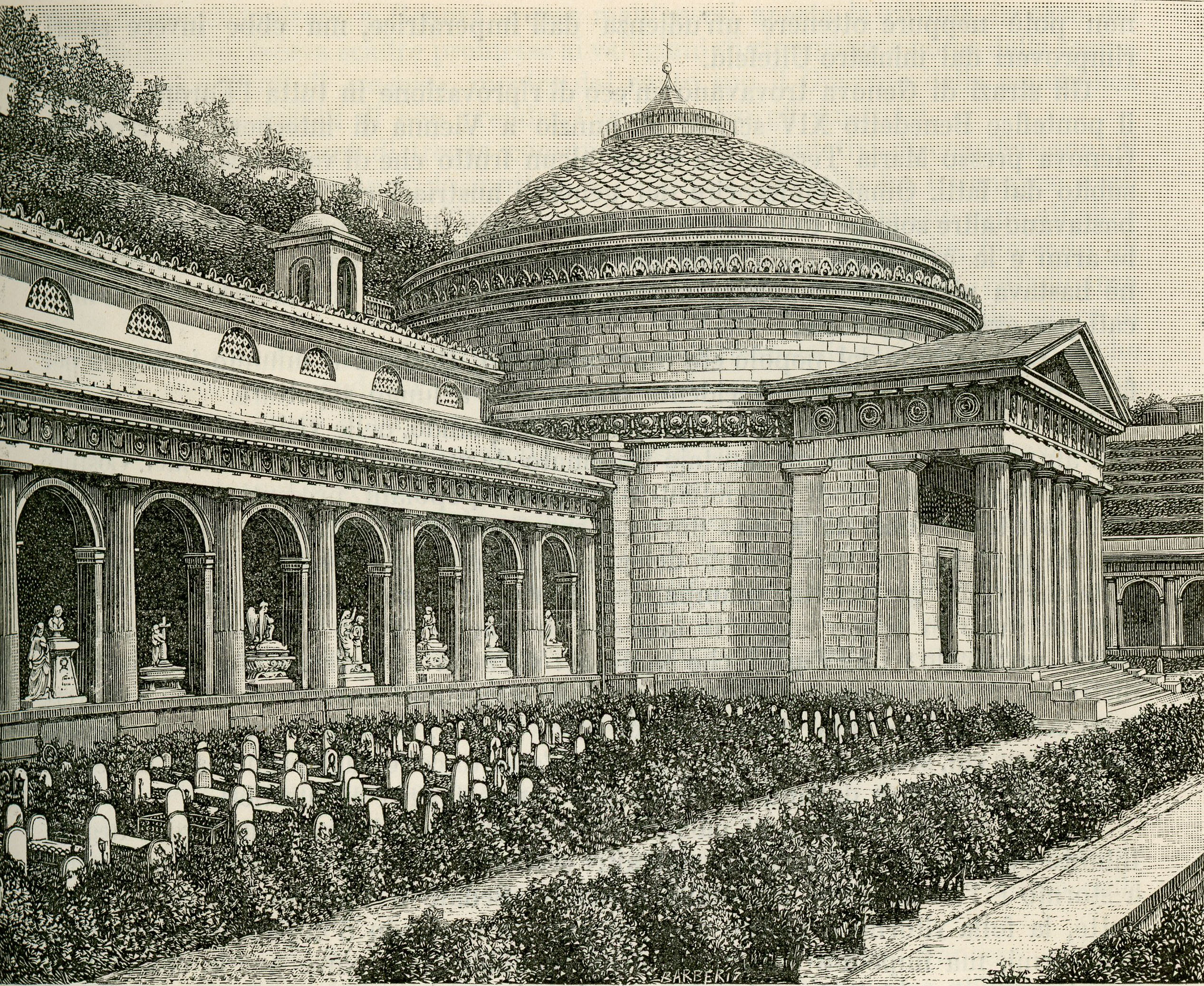
Церковь кладбища Стальено. Ксилография 1892 года
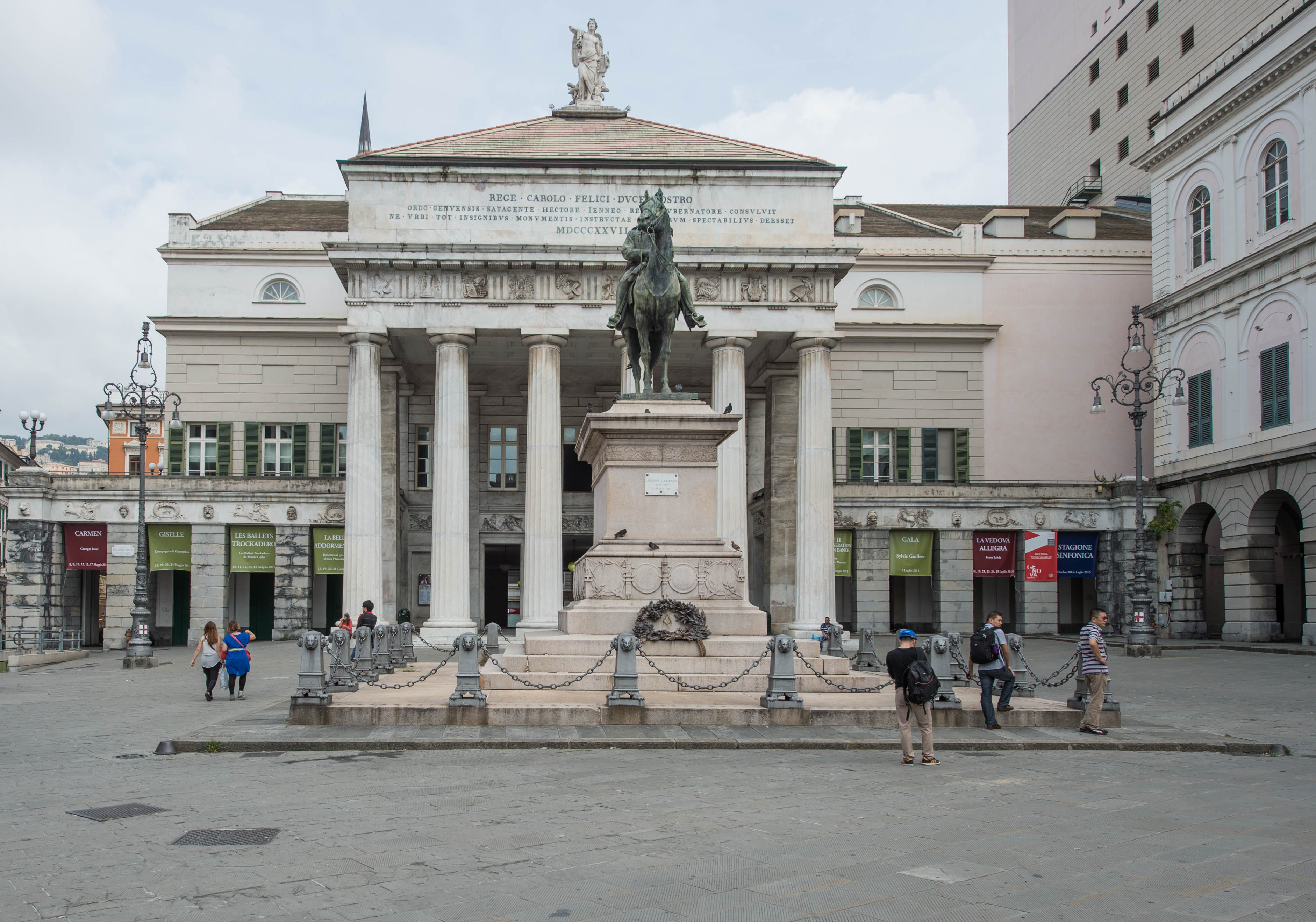
Театр Карло Феличе в Генуе. Главный фасад. 1825—1835